# Góry Luszowskie
Góry Luszowskie – dawna wieś biskupstwa krakowskiego klucza sławkowskiego, obecnie część osiedla w Trzebini.
Dawna wieś biskupstwa krakowskiego w powiecie proszowickim w województwie krakowskim w końcu XVI wieku.
Góry Luszowskie powstały jako osada górnicza na terenie wsi Luszowice, by w XIV wieku usamodzielnić się jako samodzielna wieś. W 1954 r. weszła w skład gromady Siersza. Obecnie Góry Luszowskie stanowią część osiedla Siersza w mieście Trzebinia. Istnieje również obręb geodezyjny Góry Luszowskie w mieście Trzebinia, pokrywający się z dawną wsią o tej samej nazwie.
W 1913 koło wsi ustanowiono krzyż pamiątkowy honorujący ks. Stanisława Stojałowskiego.

## Historia
W latach 1934–1954 w gminie Trzebinia w powiecie chrzanowskim w woj. krakowskim. Podczas II wojny światowej włączona do III Rzeszy. Po wojnie ponownie w gminie Trzebinia.
W związku z reformą znoszącą gminy jesienią 1954 roku, Góry Luszowskie włączono do nowo utworzonej gromady Siersza, która 1 stycznia 1958 otrzymała status osiedla, a 1 stycznia 1969 (wraz ze Górami Luszowskimi) została włączona do Trzebini;